# Nümbrecht
Nümbrecht är en kommun i Oberbergischer Kreis i förbundslandet Nordrhein-Westfalen, Tyskland. Kommunen har cirka 18 000 invånare, på en yta av 72 kvadratkilometer.